# Weselinowo (obwód Jamboł)
Weselinowo (bułg. Веселиново) – wieś w Bułgarii, w obwodzie Jamboł, w gminie Tundża. Według danych szacunkowych Ujednoliconego Systemu Ewidencji Ludności oraz Usług Administracyjnych dla Ludności, 15 grudnia 2018 roku miejscowość liczyła 1243 mieszkańców.